# Mesca Corona
La Mesca Corona è una struttura geologica della superficie di Venere.